# Fußball-Asienmeisterschaft 2015/Finalrunde
Die Finalrunde der Fußball-Asienmeisterschaft 2015 startete am 22. Januar und endete mit dem Finale am 31. Januar 2015. An der Finalrunde nahmen die jeweiligen Gruppensieger und Gruppenzweiten teil.

## Übersicht

### Qualifizierte Teams
| Gruppe A      | Gruppe B      | Gruppe C              | Gruppe D |
| ------------- | ------------- | --------------------- | -------- |
| 1. Südkorea   | 1. China      | 1. Iran               | 1. Japan |
| 2. Australien | 2. Usbekistan | 2. Ver. Arab. Emirate | 2. Irak  |

### Spielplan
|  | Viertelfinale      | Viertelfinale      |            |                    | Halbfinale       | Halbfinale |  |  | Finale | Finale |
|  |                    |                    |            |                    |                  |            |  |  |        |        |
|  |                    |                    |            |                    |                  |            |  |  |        |        |
|  | Südkorea           | 021                |            |                    |                  |            |  |  |        |        |
|  | Südkorea           | 021                |            |                    |                  |            |  |  |        |        |
|  | Usbekistan         | 0                  |            |                    |                  |            |  |  |        |        |
|  | Usbekistan         | 0                  | Südkorea   | 2                  |                  |            |  |  |        |        |
|  |                    |                    | Südkorea   | 2                  |                  |            |  |  |        |        |
|  |                    | Irak               | 0          |                    |                  |            |  |  |        |        |
|  | Iran               | Irak               | 0          | 3 (6)              |                  |            |  |  |        |        |
|  | Iran               |                    |            | 3 (6)              |                  |            |  |  |        |        |
|  | Irak               | 03 (7)2            |            |                    |                  |            |  |  |        |        |
|  |                    |                    | Südkorea   | 1                  |                  |            |  |  |        |        |
|  |                    |                    |            | Australien         | 021              |            |  |  |        |        |
|  | China              | 0                  |            |                    |                  |            |  |  |        |        |
|  | Australien         | 2                  |            |                    |                  |            |  |  |        |        |
|  | Australien         | 2                  | Australien | 2                  |                  |            |  |  |        |        |
|  |                    |                    | Australien | 2                  | Spiel um Platz 3 |            |  |  |        |        |
|  |                    | Ver. Arab. Emirate | 0          |                    |                  |            |  |  |        |        |
|  | Japan              | Ver. Arab. Emirate | 0          | 1 (4)              | Irak             | 2          |  |  |        |        |
|  | Japan              |                    |            | 1 (4)              | Irak             | 2          |  |  |        |        |
|  | Ver. Arab. Emirate | 01 (5)2            |            | Ver. Arab. Emirate | 3                |            |  |  |        |        |
|  | Ver. Arab. Emirate | 01 (5)2            |            |                    | 3                |            |  |  |        |        |
|  |                    |                    |            |                    |                  |            |  |  |        |        |

1 Sieg nach Verlängerung

2 Sieg im Elfmeterschießen

## Viertelfinale

### Südkorea – Usbekistan 2:0 n. V.
| Südkorea                                                                                 | Südkorea | Usbekistan | Usbekistan | Aufstellung                           |
| ---------------------------------------------------------------------------------------- | --- | --- | ---------- | ------------------------------------- |
| Südkorea                                                                                 | \| 1. Viertelfinale \| \| 22. Januar 2015 um 18:30 Uhr (8:30 Uhr MEZ) in Melbourne (Melbourne Rectangular Stadium) \| \| Zuschauer: 23.381 \| \| Schiedsrichter: Fahad al-Mirdasi ( Saudi-Arabien) \| \| Spielbericht \|                                         | \| 1. Viertelfinale \| \| 22. Januar 2015 um 18:30 Uhr (8:30 Uhr MEZ) in Melbourne (Melbourne Rectangular Stadium) \| \| Zuschauer: 23.381 \| \| Schiedsrichter: Fahad al-Mirdasi ( Saudi-Arabien) \| \| Spielbericht \|                                                                                | Usbekistan | Aufstellung Südkorea gegen Usbekistan |
| Südkorea                                                                                 | Kim Jin-hyeon – Kim Chang-soo (70. Cha Du-ri), Kwak Tae-hwi, Kim Young-gwon, Kim Jin-su – Park Joo-ho, Ki Sung-yong – Lee Keun-ho (111. Jang Hyun-soo), Nam Tae-hee, Son Heung-min – Lee Jung-hyup (82. Han Kook-young) Cheftrainer: Uli Stielike ( Deutschland) | Ignatiy Nesterov – Shukhrat Mukhammadiev, Shavkat Mullajanov, Anzur Ismoilov, Vitaliy Denisov – Azizbek Haydarov, Odil Ahmedov (30. Temur Kapadze) – Sanjar Tursunov (105.+1' Igor Sergeyev), Lutfulla Turaev (85. Jamshid Iskanderov), Sardor Rashidov – Bahodir Nasimov Cheftrainer: Mirjalol Qosimov | Usbekistan | Aufstellung Südkorea gegen Usbekistan |
| Südkorea                                                                                 | 1:0 Son (104.) 2:0 Son (119.) | | Usbekistan | Aufstellung Südkorea gegen Usbekistan |
| Südkorea                                                                                 | Kwak (56.), Ki (116.) | Denisov (57.), Ismoilov (86.) | Usbekistan | Aufstellung Südkorea gegen Usbekistan |
| Südkorea                                                                                 | Spieler des Spiels: Kwak Tae-hwi (Südkorea) | | Usbekistan | Aufstellung Südkorea gegen Usbekistan |
| 1. Viertelfinale                                                                         | | |            |                                       |
| 22. Januar 2015 um 18:30 Uhr (8:30 Uhr MEZ) in Melbourne (Melbourne Rectangular Stadium) | | |            |                                       |
| Zuschauer: 23.381                                                                        | | |            |                                       |
| Schiedsrichter: Fahad al-Mirdasi ( Saudi-Arabien)                                        | | |            |                                       |
| Spielbericht                                                                             | | |            |                                       |

### China – Australien 0:2 (0:0)
| China                                                                      | China | Australien | Australien | Aufstellung                        |
| -------------------------------------------------------------------------- | --- | --- | ---------- | ---------------------------------- |
| China                                                                      | \| 2. Viertelfinale \| \| 22. Januar 2015 um 20:30 Uhr (11:30 Uhr MEZ) in Brisbane (Suncorp Stadium) \| \| Zuschauer: 46.067 \| \| Schiedsrichter: Kim Jong-hyeok ( Südkorea) \| \| Spielbericht \|                 | \| 2. Viertelfinale \| \| 22. Januar 2015 um 20:30 Uhr (11:30 Uhr MEZ) in Brisbane (Suncorp Stadium) \| \| Zuschauer: 46.067 \| \| Schiedsrichter: Kim Jong-hyeok ( Südkorea) \| \| Spielbericht \|                                                           | Australien | Aufstellung China gegen Australien |
| China                                                                      | Wang Dalei – Zhang Chengdong, Zhang Linpeng, Mei Fang (46. Jiang Zhipeng), Ren Hang – Wu Xi (83. Yang Xu), Cai Huikang – Zheng Zhi , Sun Ke (72. Yu Hai), Ji Xiang – Wu Lei Cheftrainer: Alain Perrin ( Frankreich) | Mathew Ryan – Ivan Franjic, Trent Sainsbury, Alex Wilkinson, Jason Davidson – Mile Jedinak – Robbie Kruse, Mark Bresciano (60. James Troisi), Massimo Luongo, Mathew Leckie (69. Nathan Burns) – Tim Cahill (80. Mark Milligan) Cheftrainer: Ange Postecoglou | Australien | Aufstellung China gegen Australien |
| China                                                                      | 0:1 Cahill (49.) 0:2 Cahill (65.) | | Australien | Aufstellung China gegen Australien |
| China                                                                      | Zhang L. (54.) | Jedinak (20.) | Australien | Aufstellung China gegen Australien |
| China                                                                      | Spieler des Spiels: Tim Cahill (Australien) | | Australien | Aufstellung China gegen Australien |
| 2. Viertelfinale                                                           | | |            |                                    |
| 22. Januar 2015 um 20:30 Uhr (11:30 Uhr MEZ) in Brisbane (Suncorp Stadium) | | |            |                                    |
| Zuschauer: 46.067                                                          | | |            |                                    |
| Schiedsrichter: Kim Jong-hyeok ( Südkorea)                                 | | |            |                                    |
| Spielbericht                                                               | | |            |                                    |

### Iran – Irak 3:3 n. V. (2:2, 1:1), 6:7 i. E.
| Iran                                                                       | Iran | Irak | Irak | Aufstellung                 |
| -------------------------------------------------------------------------- | --- | --- | ---- | --------------------------- |
| Iran                                                                       | \| 3. Viertelfinale \| \| 23. Januar 2015 um 17:30 Uhr (7:30 Uhr MEZ) in Canberra (Canberra Stadium) \| \| Zuschauer: 18.921 \| \| Schiedsrichter: Ben Williams ( Australien) \| \| Spielbericht \| | \| 3. Viertelfinale \| \| 23. Januar 2015 um 17:30 Uhr (7:30 Uhr MEZ) in Canberra (Canberra Stadium) \| \| Zuschauer: 18.921 \| \| Schiedsrichter: Ben Williams ( Australien) \| \| Spielbericht \|                                                               | Irak | Aufstellung Iran gegen Irak |
| Iran                                                                       | Alireza Haghighi – Vouria Ghafouri, Jalal Hosseini, Morteza Pouraliganji, Mehrdad Pooladi – Andranik Teymourian, Javad Nekounam – Ashkan Dejagah (84. Reza Ghoochannejhad), Masoud Shojaei (46. Vahid Amiri), Ehsan Hajsafi – Sardar Azmoun (63. Alireza Jahanbakhsh) Cheftrainer: Carlos Queiroz ( Portugal) | Jalal Hassan – Waleed Salem, Ahmad Ibrahim, Salam Shaker, Dhurgham Ismail – Saad Abdul-Amir, Yaser Kasim – Ahmed Yasin Ghani (105. Amjad Kalaf), Justin Meram (46. Marwan Hussein), Alaa Abdul-Zahra (65. Ali Adnan) – Yunis Mahmud Cheftrainer: Radhi Shenaishil | Irak | Aufstellung Iran gegen Irak |
| Iran                                                                       | 1:0 Azmoun (24.) 2:2 Pouraliganji (103.) 3:3 Ghoochannejhad (119.) | 1:1 Yasin Ghani (56.) 1:2 Mahmud (93.) 2:3 Ismail (116., Foulelfmeter) | Irak | Aufstellung Iran gegen Irak |
| Iran                                                                       | Elfmeterschießen | | Irak | Aufstellung Iran gegen Irak |
| Iran                                                                       | Hajsafi 1:0 Pouraliganji 2:1 Nekounam 3:2 Hosseini 4:3 Ghafouri 5:4 Jahanbakhsh 6:5 Teymourian Amiri | Abdul-Amir 1:1 Salem 2:2 Ismail 3:3 Adnan 4:4 Mahmud 5:5 Kasim 6:6 Hussein 6:7 Shaker | Irak | Aufstellung Iran gegen Irak |
| Iran                                                                       | Pooladi (22.), Teymourian (90.+5'), Khanzadeh (120.) | Ibrahim (2.), Kasim (68.), Salem (90.+3'), Adnan (95.), Mahmud (100.), Abdul-Amir (102.), Hussein (120.+1') | Irak | Aufstellung Iran gegen Irak |
| Iran                                                                       | Pooladi (43.) | | Irak | Aufstellung Iran gegen Irak |
| Iran                                                                       | Spieler des Spiels: Dhurgham Ismail (Irak) | | Irak | Aufstellung Iran gegen Irak |
| 3. Viertelfinale                                                           | | |      |                             |
| 23. Januar 2015 um 17:30 Uhr (7:30 Uhr MEZ) in Canberra (Canberra Stadium) | | |      |                             |
| Zuschauer: 18.921                                                          | | |      |                             |
| Schiedsrichter: Ben Williams ( Australien)                                 | | |      |                             |
| Spielbericht                                                               | | |      |                             |

### Japan – Ver. Arab. Emirate 1:1 n. V. (1:1, 0:1), 4:5 i. E.
| Japan                                                                | Japan | Ver. Arab. Emirate | Ver. Arab. Emirate | Aufstellung                                |
| -------------------------------------------------------------------- | --- | --- | ------------------ | ------------------------------------------ |
| Japan                                                                | \| 4. Viertelfinale \| \| 23. Januar 2015 um 20:30 Uhr (10:30 Uhr MEZ) in Sydney (ANZ Stadium) \| \| Zuschauer: 19.094 \| \| Schiedsrichter: Alireza Faghani ( Iran) \| \| Spielbericht \|                                                                                   | \| 4. Viertelfinale \| \| 23. Januar 2015 um 20:30 Uhr (10:30 Uhr MEZ) in Sydney (ANZ Stadium) \| \| Zuschauer: 19.094 \| \| Schiedsrichter: Alireza Faghani ( Iran) \| \| Spielbericht \|                                                                           | Ver. Arab. Emirate | Aufstellung Japan gegen Ver. Arab. Emirate |
| Japan                                                                | Eiji Kawashima – Gōtoku Sakai, Maya Yoshida, Masato Morishige, Yūto Nagatomo – Makoto Hasebe – Keisuke Honda, Yasuhito Endō (54. Gaku Shibasaki), Shinji Kagawa, Takashi Inui (46. Yoshinori Mutō) – Shinji Okazaki (65. Yōhei Toyoda) Cheftrainer: Javier Aguirre ( Mexiko) | Majed Naser – Abdulaziz Haikal (76. Ismail Ahmed), Mohamed Ahmed, Mohanad Salem, Abdelaziz Sanqour – Omar Abdulrahman, Amer Abdulrahman (54. Majed Hassan), Khamis Esmaeel, Ismail al-Hammadi – Ali Mabkhout, Ahmed Khalil (58. Habib Fardan) Cheftrainer: Mahdi Ali | Ver. Arab. Emirate | Aufstellung Japan gegen Ver. Arab. Emirate |
| Japan                                                                | 1:1 Shibasaki (81.) | 0:1 Ali Mabkhout (7.) | Ver. Arab. Emirate | Aufstellung Japan gegen Ver. Arab. Emirate |
| Japan                                                                | Elfmeterschießen | | Ver. Arab. Emirate | Aufstellung Japan gegen Ver. Arab. Emirate |
| Japan                                                                | Honda 1:1 Hasebe 2:2 Shibasaki 3:2 Toyoda 4:3 Morishige Kagawa | 0:1 O. Abdulrahman 1:2 Mabkhout Esmaeel 3:3 Hassan 4:4 Fardan 4:5 I. Ahmed | Ver. Arab. Emirate | Aufstellung Japan gegen Ver. Arab. Emirate |
| Japan                                                                | al-Hammadi (26.), Esmaeel (45.+2'), I. Ahmed (116.), O. Abdulrahman (119.) | | Ver. Arab. Emirate | Aufstellung Japan gegen Ver. Arab. Emirate |
| Japan                                                                | Spieler des Spiels: Mohanad Salem (Ver. Arab. Emirate) | | Ver. Arab. Emirate | Aufstellung Japan gegen Ver. Arab. Emirate |
| 4. Viertelfinale                                                     | | |                    |                                            |
| 23. Januar 2015 um 20:30 Uhr (10:30 Uhr MEZ) in Sydney (ANZ Stadium) | | |                    |                                            |
| Zuschauer: 19.094                                                    | | |                    |                                            |
| Schiedsrichter: Alireza Faghani ( Iran)                              | | |                    |                                            |
| Spielbericht                                                         | | |                    |                                            |

## Halbfinale

### Südkorea – Irak 2:0 (1:0)
| Südkorea                                                             | Südkorea | Irak | Irak | Aufstellung                     |
| -------------------------------------------------------------------- | --- | --- | ---- | ------------------------------- |
| Südkorea                                                             | \| 1. Halbfinale \| \| 26. Januar 2015 um 20:00 Uhr (10:00 Uhr MEZ) in Sydney (ANZ Stadium) \| \| Zuschauer: 36.053 \| \| Schiedsrichter: Ryūji Satō ( Japan) \| \| Spielbericht \|                                                                              | \| 1. Halbfinale \| \| 26. Januar 2015 um 20:00 Uhr (10:00 Uhr MEZ) in Sydney (ANZ Stadium) \| \| Zuschauer: 36.053 \| \| Schiedsrichter: Ryūji Satō ( Japan) \| \| Spielbericht \|                                                                              | Irak | Aufstellung Südkorea gegen Irak |
| Südkorea                                                             | Kim Jin-hyeon – Cha Du-ri, Kwak Tae-hwi, Kim Young-gwon, Kim Jin-su – Park Joo-ho, Ki Sung-yong (90.+3' Han Kook-young) – Son Heung-min, Nam Tae-hee (81. Jang Hyun-soo), Han Kyo-won (46. Lee Keun-ho) – Lee Jung-hyup Cheftrainer: Uli Stielike ( Deutschland) | Jalal Hassan – Waleed Salem, Ahmad Ibrahim, Salam Shaker, Dhurgham Ismail – Saad Abdul-Amir, Osama Rashid (64. Mahdi Kamil) – Amjad Kalaf, Alaa Abdul-Zahra (77. Marwan Hussein), Ahmed Yasin Ghani (63. Ali Adnan) – Yunis Mahmud Cheftrainer: Radhi Shenaishil | Irak | Aufstellung Südkorea gegen Irak |
| Südkorea                                                             | 1:0 Lee J. (20.) 2:0 Kim Y. (50.) | | Irak | Aufstellung Südkorea gegen Irak |
| Südkorea                                                             | Ki (7.), Park (40.), Kim Jin-su (56.) | | Irak | Aufstellung Südkorea gegen Irak |
| Südkorea                                                             | Spieler des Spiels: Nam Tae-hee (Südkorea) | | Irak | Aufstellung Südkorea gegen Irak |
| 1. Halbfinale                                                        | | |      |                                 |
| 26. Januar 2015 um 20:00 Uhr (10:00 Uhr MEZ) in Sydney (ANZ Stadium) | | |      |                                 |
| Zuschauer: 36.053                                                    | | |      |                                 |
| Schiedsrichter: Ryūji Satō ( Japan)                                  | | |      |                                 |
| Spielbericht                                                         | | |      |                                 |

### Australien – Ver. Arab. Emirate 2:0 (2:0)
| Australien                                                                    | Australien | Ver. Arab. Emirate | Ver. Arab. Emirate | Aufstellung                                     |
| ----------------------------------------------------------------------------- | --- | --- | ------------------ | ----------------------------------------------- |
| Australien                                                                    | \| 2. Halbfinale \| \| 27. Januar 2015 um 20:00 Uhr (10:00 Uhr MEZ) in Newcastle (Newcastle Stadium) \| \| Zuschauer: 21.079 \| \| Schiedsrichter: Ravshan Ermatov ( Usbekistan) \| \| Spielbericht \|                                                       | \| 2. Halbfinale \| \| 27. Januar 2015 um 20:00 Uhr (10:00 Uhr MEZ) in Newcastle (Newcastle Stadium) \| \| Zuschauer: 21.079 \| \| Schiedsrichter: Ravshan Ermatov ( Usbekistan) \| \| Spielbericht \|                                                                       | Ver. Arab. Emirate | Aufstellung Australien gegen Ver. Arab. Emirate |
| Australien                                                                    | Mathew Ryan – Ivan Franjic, Trent Sainsbury, Matthew Spiranovic, Jason Davidson – Mark Milligan (59. Matt McKay), Mile Jedinak , Massimo Luongo – Robbie Kruse (82. James Troisi), Mathew Leckie – Tim Cahill (67. Tomi Juric) Cheftrainer: Ange Postecoglou | Majed Naser – Abdelaziz Sanqour, Mohamed Ahmed, Mohanad Salem, Walid Abbas (78. Haboush Saleh) – Khamis Esmaeel, Amer Abdulrahman – Omar Abdulrahman, Mohamed Abdulrahman (46. Ismail al-Hammadi), Ali Mabkhout – Ahmed Khalil (66. Saeed al-Kathiri) Cheftrainer: Mahdi Ali | Ver. Arab. Emirate | Aufstellung Australien gegen Ver. Arab. Emirate |
| Australien                                                                    | 1:0 Sainsbury (3.) 2:0 Davidson (14.) | | Ver. Arab. Emirate | Aufstellung Australien gegen Ver. Arab. Emirate |
| Australien                                                                    | Leckie (42.), Jedinak (64.) | | Ver. Arab. Emirate | Aufstellung Australien gegen Ver. Arab. Emirate |
| Australien                                                                    | Spieler des Spiels: Massimo Luongo (Australien) | | Ver. Arab. Emirate | Aufstellung Australien gegen Ver. Arab. Emirate |
| 2. Halbfinale                                                                 | | |                    |                                                 |
| 27. Januar 2015 um 20:00 Uhr (10:00 Uhr MEZ) in Newcastle (Newcastle Stadium) | | |                    |                                                 |
| Zuschauer: 21.079                                                             | | |                    |                                                 |
| Schiedsrichter: Ravshan Ermatov ( Usbekistan)                                 | | |                    |                                                 |
| Spielbericht                                                                  | | |                    |                                                 |

## Spiel um Platz 3

### Irak – Ver. Arab. Emirate 2:3 (2:1)
| Irak                                                                          | Irak | Ver. Arab. Emirate | Ver. Arab. Emirate | Aufstellung                               |
| ----------------------------------------------------------------------------- | --- | --- | ------------------ | ----------------------------------------- |
| Irak                                                                          | \| Spiel um Platz 3 \| \| 30. Januar 2015 um 20:00 Uhr (10:00 Uhr MEZ) in Newcastle (Newcastle Stadium) \| \| Zuschauer: 12.829 \| \| Schiedsrichter: Nawaf Shukralla ( Bahrain) \| \| Spielbericht \|                                                     | \| Spiel um Platz 3 \| \| 30. Januar 2015 um 20:00 Uhr (10:00 Uhr MEZ) in Newcastle (Newcastle Stadium) \| \| Zuschauer: 12.829 \| \| Schiedsrichter: Nawaf Shukralla ( Bahrain) \| \| Spielbericht \|                                                              | Ver. Arab. Emirate | Aufstellung Irak gegen Ver. Arab. Emirate |
| Irak                                                                          | Mohammed Hameed – Waleed Salem, Ahmad Ibrahim, Salam Shaker, Dhurgham Ismail – Saad Abdul-Amir, Yaser Kasim – Amjad Kalaf (86. Justin Meram), Mahdi Kamel (62. Ali Bahjat), Ahmed Yasin Ghani (80. Ali Adnan) – Yunis Mahmud Cheftrainer: Radhi Shenaishil | Khalid Eisa – Abdulaziz Haikal, Mohamed Ahmed, Mohanad Salem, Abdelaziz Sanqour (68. Walid Abbas) – Majed Hassan, Khamis Esmaeel, Habib Fardan (54. Ismail al-Hammadi) – Omar Abdulrahman, Ahmed Khalil (76. Amer Abdulrahman), Ali Mabkhout Cheftrainer: Mahdi Ali | Ver. Arab. Emirate | Aufstellung Irak gegen Ver. Arab. Emirate |
| Irak                                                                          | 1:1 Salem (28.) 2:1 Kalaf (42.) | 0:1 Khalil (28.) 2:2 Khalil (51.) 2:3 Mabkhout (57., Foulelfmeter) | Ver. Arab. Emirate | Aufstellung Irak gegen Ver. Arab. Emirate |
| Irak                                                                          | Ismail (37.), Salem (90.+4') | O. Abdulrahman (41.), Haikal (79.) | Ver. Arab. Emirate | Aufstellung Irak gegen Ver. Arab. Emirate |
| Irak                                                                          | Ibrahim (55.) | | Ver. Arab. Emirate | Aufstellung Irak gegen Ver. Arab. Emirate |
| Irak                                                                          | Spieler des Spiels: Ahmed Khalil (Ver. Arab. Emirate) | | Ver. Arab. Emirate | Aufstellung Irak gegen Ver. Arab. Emirate |
| Spiel um Platz 3                                                              | | |                    |                                           |
| 30. Januar 2015 um 20:00 Uhr (10:00 Uhr MEZ) in Newcastle (Newcastle Stadium) | | |                    |                                           |
| Zuschauer: 12.829                                                             | | |                    |                                           |
| Schiedsrichter: Nawaf Shukralla ( Bahrain)                                    | | |                    |                                           |
| Spielbericht                                                                  | | |                    |                                           |

## Finale

### Südkorea – Australien 1:2 n. V. (1:1, 0:1)
| Südkorea                                                             | Südkorea | Australien | Australien | Aufstellung                           |
| -------------------------------------------------------------------- | --- | --- | ---------- | ------------------------------------- |
| Südkorea                                                             | \| Finale \| \| 31. Januar 2015 um 20:00 Uhr (10:00 Uhr MEZ) in Sydney (ANZ Stadium) \| \| Zuschauer: 76.385 \| \| Schiedsrichter: Alireza Faghani ( Iran) \| \| Spielbericht \|                                                                                | \| Finale \| \| 31. Januar 2015 um 20:00 Uhr (10:00 Uhr MEZ) in Sydney (ANZ Stadium) \| \| Zuschauer: 76.385 \| \| Schiedsrichter: Alireza Faghani ( Iran) \| \| Spielbericht \|                                                                             | Australien | Aufstellung Südkorea gegen Australien |
| Südkorea                                                             | Kim Jin-hyeon – Cha Du-ri, Kwak Tae-hwi, Kim Young-gwon, Kim Jin-su – Park Joo-ho (71. Han Kook-young), Jang Hyun-soo – Nam Tae-hee (64. Lee Keun-ho), Ki Sung-yong , Son Heung-min – Lee Jung-hyup (88. Kim Ju-young) Cheftrainer: Uli Stielike ( Deutschland) | Mathew Ryan – Ivan Franjic (75. Matt McKay), Trent Sainsbury, Matthew Spiranovic, Jason Davidson – Mark Milligan, Mile Jedinak , Massimo Luongo – Robbie Kruse (71. James Troisi), Mathew Leckie – Tim Cahill (64. Tomi Juric) Cheftrainer: Ange Postecoglou | Australien | Aufstellung Südkorea gegen Australien |
| Südkorea                                                             | 1:1 Son (90.+1') | 0:1 Luongo (45.) 1:2 Troisi (105.) | Australien | Aufstellung Südkorea gegen Australien |
| Südkorea                                                             | Franjic (6.), Davidson (41.), Spiranovic (59.), Jedinak (66.), Kruse (68.) | | Australien | Aufstellung Südkorea gegen Australien |
| Südkorea                                                             | Spieler des Spiels: Trent Sainsbury (Australien) | | Australien | Aufstellung Südkorea gegen Australien |
| Finale                                                               | | |            |                                       |
| 31. Januar 2015 um 20:00 Uhr (10:00 Uhr MEZ) in Sydney (ANZ Stadium) | | |            |                                       |
| Zuschauer: 76.385                                                    | | |            |                                       |
| Schiedsrichter: Alireza Faghani ( Iran)                              | | |            |                                       |
| Spielbericht                                                         | | |            |                                       |